# Oecomys bicolor
El ratón arrozalero bicolor o ratón arrocero arborícola de vientre blanco (Oecomys bicolor) es una especie de roedor de la familia Cricetidae. Está amplamente distribuido por la Amazonía, encontrándose en el noroeste de Brasil, el norte de Bolivia, el este de Perú, Ecuador y Colombia, la mayor parte de Venezuela, Guyana, Surinam y la Guayana francesa, extendiéndose hasta Panamá oriental.